# Let's Get Loud (concerto)
Let's Get Loud foi um concerto promocional da cantora norte-americana Jennifer Lopez para promover seu segundo álbum de estúdio J.Lo. O concerto aconteceu em San Juan, Puerto Rico no Coliseu Roberto Clemente em 2001.
Depois dos espetáculos, Jennifer anunciou que gostaria de fazer uma turnê completa em 2002, mas esse projeto não se concretizou.

## Lista de música
1. "Let's Get Loud"
2. "Ain't It Funny"
3. "Cariño"
4. "Play"
5. "Feelin' So Good"
6. Medley
  1. "Secretly" (contém elementos de "Dreaming of You")
  2. "Theme from Mahogany (Do You Know Where You're Going To)"
7. "I Could Fall in Love"
8. "Si Ya Se Acabó"
9. Medley:
  1. "Waiting for Tonight (Hex's Momentous Club Mix)"
  2. "Una Noche Más"
  3. "Walking on Sunshine"
  4. "Waiting for Tonight" (Reprise)
10. "If You Had My Love"
11. "Love Don't Cost a Thing"
12. "Plenarriqueña"